# U.S. Route 17
La Ruta 17 o U.S. Route 17 es una Ruta Federal de sentido norte–sur. Es también concocida como la Coastal Highway (Carretera de la Costa), ya que su trayecto se mantiene cerca de la costa Atlántica.  Recorre alrededor de 1900 km (1200 mi) desde Punta Gorda, Florida hasta Winchester, Virginia. Aunque por lo general la Ruta 1 recorre la costa de los Estados Unidos paralelamente a la Interestatal 95, en algunos sitios la Ruta 17 más cerca se aproxima a la Interestatal 95. La carretera conecta a varios metrópolis, incluyendo a Orlando, Florida; Jacksonville, Florida; Savannah, Georgia; Charleston, Carolina del Sur; Wilmington, Carolina del Norte; y Newport News, Virginia. La ruta es una de las originales del sistema, creada en 1926; fue extendida a su trayecto actual en 1965.